# Shimmer Tag Team Championship
Il Shimmer Championship è un titolio di wrestling di proprietà della SHIMMER. Il titolo è inoltre riconosciuto da altre federazioni del circuito indipendente.

## Storia
Sin dalla creazione dello SHIMMER Championship ci fu un crescente interesse nel creare anche questi titoli di coppia e questo venne anche incentivato dal crescente numero di teams presenti nella federazione, come l'Experience o le Minnesota Home Wrecking Crew ed i frequenti tag team match nelle card degli eventi SHIMMER. 

Nell'Ottobre 2008 furono incoronate le prime campionesse (Ashley Lane e Nevaeh) che vinsero un Six-woman tag team gauntet match nel Volume 21.
La Lane e Nevaeh, oltre ad essere state le prime campionesse di coppia nella SHIMMER hanno anche il merito di essere state le prime campionesse SHIMMER a difendere i loro titoli al di fuori della SHIMMER o di qualunque altra compagnia sorella (FIP o ROH). Il 1º novembre Ashley e Nevaeh hanno difeso i loro titoli nella Insanity Pro Wrestling, contro il team di Sassy Stephie e Hellena Heavenly. Il 22 novembre hanno compiuto la loro terza difesa delle cinture alla Heartland Wrestling Association battendo il team di Mary Elizabeth e Hailey Hatred.
Dopo aver difeso con successo i titoli nella SHIMMER contro le Canadian NINJAS (Nicole Matthews e Portia Perez), le International Home Wrecking Crew (Jetta e Rain) e Amazing Kong e Sara Del Rey, la Lane e Nevaeh hanno perso i titoli proprio contro le Canadian NINJAS il 3 maggio 2009 in un rematch nei tapings del Volume 26.

## Albo d'oro
| # | Team                                                     | Regni | Data            | Difese | Luogo            | Evento    | Notes |
| - | -------------------------------------------------------- | ----- | --------------- | ------ | ---------------- | --------- | --- |
| 1 | Ashley Lane & Nevaeh                                     | 1     | 19 ottobre 2008 | 6      | Berwyn, Illinois | Volume 21 | Hanno sconfitto The Experience (Lexie Fyfe & Malia Hosaka) in un Six Team Gauntlet match diventando le prime campionesse. |
| 2 | The Canadian NINJAS (Nicole Matthews & Portia Perez)     | 1     | 3 maggio 2009   | 5      | Berwyn, Illinois | Volume 26 | |
| 3 | The Seven Star Sisters (Hiroyo Matsumoto & Misaki Ohata) | 1     | 26 marzo 2011   | 2      | Berwyn, Illinois | Volume 37 | |
| 4 | Daizee Haze & Tomoka Nakagawa                            | 1     | 27 marzo 2011   | 1      | Berwyn, Illinois | Volume 40 | |
| 5 | Ayako Hamada & Ayumi Kurihara                            | 1     | 1º ottobre 2011 | 7      | Berwyn, Illinois | Volume 41 | |
| 6 | The Queens of Winning (Courtney Rush & Sara Del Rey)     | 1     | 18 marzo 2012   | 0      | Berwyn, Illinois | Volume 48 | |
| 7 | The Canadian NINJAS                                      | 2     | 7 luglio 2012   | 5      | Montreal, Quebec | NCW-FF IX | |
| 8 | Global Green Gangsters (Kellie Skater & Tomoka Nakagawa) | 1     | 14 aprile 2013  | 10     | Berwyn, Illinois | Volume 57 | |